# Incshoni partraszállás
Az incshoni partraszállás (hangul: 인천상륙작전 RR: Inchon Sangnyuk Jakjeon) kétéltű hajókkal végrehajtott partraszállás és csata volt a koreai háborúban, amely döntő győzelmet és stratégiai fordulatot eredményezett az Egyesült Nemzetek (ENSZ) Parancsnokságának javára. A műveletben mintegy 75 000 katona és 261 hadihajó vett részt, és megalapozta Szöul két héttel későbbi visszafoglalását. A kódneve „Króm hadművelet” volt.
A csata 1950. szeptember 15-én kezdődött, és szeptember 19-én ért véget. Az ENSZ és a Koreai Köztársaság Hadseregének erői kétségbeesetten védekeztek Puszan környékén, így az ENSZ-erők a meglepetésszerű támadással rövid bombázás után elfoglalhatták a nagyrészt védtelen Incshon városát. A csatával véget ért az észak-koreai Koreai Néphadsereg (KPA) győzelmi sora. Az ENSZ ezt követően visszafoglalta Szöult, amellyel részben megszakította a KPA dél-koreai ellátási útvonalát.
Az ENSZ és a Koreai Köztársaság haderejét az Egyesült Államok hadseregének tábornoka, Douglas MacArthur vezette. MacArthur volt a művelet mozgatórugója: legyőzte az óvatosabb tábornokok aggodalmait, és a rendkívül kedvezőtlen terepen kockázatos támadásba lendült. A csatát a KPA gyors összeomlása követte; az amerikaiak az incshoni partraszállásától számított egy hónapon belül 135 000 KPA-katonát ejtettek foglyul. 